# Mohamed Apandi Ali
Mohamed Apandi Ali là một luật sư và chính khách người Malaysia, ông từng là Vụ trưởng Công tố viên tổng của Malaysia từ năm 2015 đến 2018. Sáu tháng sau khi nhậm chức, ông đã xác nhận rằng Thủ tướng Najib Razak không có hành vi vi phạm trong các vụ án 1Malaysia Development Berhad (1MDB) và SRC International, và đánh dấu cuộc điều tra "không có hành động tiếp theo".

## Về sự nghiệp
Ngày 27 tháng 7 năm 2015, Thủ tướng lúc đó Najib Razak bất ngờ miễn nhiệm Vụ trưởng Công tố viên Malaysia Abdul Gani Patail và bổ nhiệm Apandi thay thế ông. Apandi làm Vụ trưởng Công tố viên đến khi bị Thủ tướng lúc đó Mahathir Mohamad miễn nhiệm vào ngày 4 tháng 6 năm 2018.

## Tranh cãi & chỉ trích

### Vụ bê bối 1Malaysia Development Berhad
Tại một cuộc họp báo vào ngày 26 tháng 1 năm 2016, Apandi đã xác nhận Thủ tướng Najib Razak không có hành vi vi phạm liên quan đến việc chuyển tiền từ công ty chính phủ Malaysia, SRC, vào tài khoản ngân hàng cá nhân của ông. Apandi tuyên bố ông hài lòng rằng số tiền đó xuất phát từ một khoản quyên góp cá nhân từ gia đình hoàng gia ở Ả Rập Xê Út, đã được hoàn trả và đánh dấu cuộc điều tra không có hành động tiếp theo.
Tuy nhiên, tại cuộc họp báo, Apandi đã mâu thuẫn bản thân bằng cách trình bày hai biểu đồ dòng tiền giả mạo cho thấy khoản quyên góp từ Ả Rập Xê Út nhưng thực tế là số tiền đó xuất phát từ SRC. Cơ quan Chống tham nhũng Malaysia đã tiết lộ rằng họ có ý định chuyển quyết định của Apandi không có hành động tiếp theo cho một ủy ban đánh giá độc lập.
Cựu Chủ tịch MCA, Lâm Lương Thực, đã thách thức kết luận của Apandi. "Mọi người đều bị sốc... Tôi đã có một bữa tối với một cựu bộ trưởng và ông ta hỏi tôi đặt tên một người được nhận 2,6 tỷ RM và trả lại. Điều này không thể đúng. Bạn tin điều đó sao? Nếu bạn trả lại 10 RM mà tôi đã cho bạn, thì không sao (nhưng không phải là 2,6 tỷ RM)... Bạn đang coi người dân là người ngốc."
Ngày 11 tháng 5 năm 2018, Thủ tướng lúc đó Mahathir Mohamad cho biết ông sẽ xem xét lại việc của Apandi, và cho rằng ông "làm suy yếu uy tín của mình". Mahathir tố cáo Apandi đã vi phạm luật bằng cách giấu chứng cứ về việc biển thủ tiền tại công ty đầu tư quốc gia 1MDB.
Ngày 14 tháng 5 năm 2018, Mahathir đình chỉ công tác của Apandi. Apandi và ba quan chức khác bị cấm rời khỏi Malaysia. Ngày 4 tháng 6 năm 2018, Apandi bị miễn nhiệm làm Vụ trưởng Công tố viên và được thay thế bởi Tommy Thomas.
Ngày 15 tháng 4 năm 2021, trong phiên phúc thẩm vụ án kháng cáo của Najib Razak đối với sự kết án của Tòa án Cấp cao về lạm dụng quyền hạn, vi phạm niềm tin tội phạm và rửa tiền, luật sư chủ tọa V Sithambaram đã trích dẫn các kết luận của Tòa án Cấp cao. Tòa án Cấp cao lưu ý rằng hai biểu đồ dòng tiền mà Apandi trình bày trong cuộc họp báo ngày 26 tháng 1 năm 2016 rõ ràng cho thấy số tiền vào tài khoản của Najib thực tế là từ công ty chính phủ Malaysia, SRC, chứ không phải từ quyên góp Ả Rập hoặc bất kỳ nguồn khách. Trong bản án từ chối kháng cáo của Najib, Tòa án phúc thẩm đã trích dẫn hai biểu đồ dòng tiền như bằng chứng cho sự tội của Najib.
Ngày 27 tháng 7 năm 2022, Charles Santiago, nghị sĩ Klang, đã gửi báo cáo cảnh sát về việc Apandi lạm dụng quyền lực trong việc che giấu các cuộc điều tra về vụ án SRC International và 1MDB. Ngày hôm sau, Phó trưởng Cảnh sát Selangor, Sasikala Devi Subramaniam, tiết lộ rằng cảnh sát liên bang đã khởi tố một cuộc điều tra đối với Apandi theo Điều 217 của Bộ luật Hình sự về lạm dụng quyền lực, trong quá trình xử lý các cuộc điều tra về 1MDB, hiện đã giải thể.

### Vụ kiện phỉ báng
Ngày 5 tháng 7 năm 2019, Apandi đệ đơn kiện ông Lim Kit Siang, thành viên Quốc hội vùng Iskandar Puteri và cố vấn của Đảng Hành động Dân chủ, liên quan đến một bài viết có tựa đề "Nguy hiểm khi nghĩ rằng Malaysia đang trên con đường chính trị" mà ông Lim đã đăng vào ngày 6 tháng 5 năm 2019. Apandi cho rằng bài viết đã vu khống ông bằng cách nói rằng ông liên quan đến tội phạm và đã giúp đỡ trong vụ bê bối 1MDB, là một người thiếu đạo đức và chính trực, không có đạo đức và chính trị, đã lạm dụng quyền lực khi ông là Luật sư Tổng thời điểm đó.
Ngày 23 tháng 5 năm 2022, Thẩm phán Azimah Omar của Tòa án Cấp cao đã bác bỏ vụ kiện của Apandi và yêu cầu Apandi phải trả số tiền 80.000 RM cho Lim để đền bù chi phí. Thẩm phán Azimah cho biết rằng Lim đã thành công trong việc bảo vệ quan điểm công bằng và đặc quyền. "Thật vậy, hành động và không hành động của nguyên đơn dường như đã hỗ trợ cho 1MDB và những người (giả định) liên quan... Tài liệu của bị đơn (Lim) đã cung cấp bằng chứng rõ ràng để chứng minh nhận định của ông ta, và các bằng chứng đó đã cung cấp căn cứ hợp lý để điều tra nguyên đơn về những việc che giấu trong vụ 1MDB".
Trong bản án có tổng cộng 100 trang, Thẩm phán Azimah Omar nhận xét rằng Apandi dường như không quan tâm và đôi khi tự mâu thuẫn khi làm chứng trong vụ kiện chống lại Lim Kit Siang. Sau đó, Apandi đã kháng án bản án này.

### Đề xuất tự do cho tên truy nã Indonesia
Năm 2009, doanh nhân Indonesia Djoko Tjandra bị kết án về tội tham nhũng liên quan đến Ngân hàng Bali. Ông đã trốn sang Papua New Guinea và sau đó là Malaysia. Vào ngày 22 tháng 7 năm 2020, cựu Tổng công tố viên Indonesia, Muhammad Prasetyo, kể lại rằng Apandi đã cá nhân yêu cầu ông rút kết án của Djoko và cho phép ông trở về Indonesia mà không bị truy tố. Malaysiakini đã liên hệ với Apandi để nhận ý kiến nhưng ông đã từ chối.